# غرس (روستا)
 غرس  (در عربی:  الغُرَس )
نام روستایی است در عزلهٔ (مخلاف العود)، در دهستان الغُربان از توابع استان 
عَدَن در کشور یمن در شبه جزیره عربستان. 

## جمعیت
جمعیت آن (۱۲۰ ) نفر (۱۳ خانوار) می‌باشد.